# WTA Premier
WTA Premier – turnieje tenisowych najniższej rangi kategorii WTA Premier Series w rozgrywkach WTA Tour; utworzone spośród rozgrywek po rezygnacji w 2008 roku z pięciostopniowego systemu kategoryzacji turniejów.
Na zawody rangi WTA Premier w sezonie 2020 składało się pięć turniejów kobiecych, a osiem kolejnych zostało odwołanych w związku z pandemią COVID-19.
Od sezonu 2021 zmieniono kategoryzacje turniejów. Utworzono turnieje rangi WTA 500, w skład których weszły dawne turnieje z cyklu WTA Premier.

## Ranking
Punkty wliczane do rankingu przyznawane były za zajęcie określonych miejsc w turniejach. Punkty zdobyte w danym sezonie sumowane były w rankingu Race to WTA Championships. Pod koniec sezonu zawodniczki zajmujące czołowe osiem miejsc uczestniczyły w Turnieju Mistrzyń.
Pod uwagę brany był udział w turniejach rozegranych w ciągu ostatnich 52 tygodni, a zliczane były punkty z nie więcej niż 16 turniejów w grze pojedynczej i 11 w grze podwójnej.

### Podział punktów
Poniższa tabela przedstawia podział punktów na poszczególne rundy turniejów o różnej liczbie uczestniczek.
| Turniej           | W   | F   | SF  | QF  | R16 | R32 | R64 | R128 | QLFR | Q3 | Q2 | Q1 |
| ----------------- | --- | --- | --- | --- | --- | --- | --- | ---- | ---- | -- | -- | -- |
| WTA Premier (56S) | 470 | 305 | 185 | 100 | 55  | 30  | 1   | –    | 25   | –  | 13 | 1  |
| WTA Premier (32S) | 470 | 305 | 185 | 100 | 55  | 1   | –   | –    | 25   | 18 | 13 | 1  |
| WTA Premier (16D) | 470 | 305 | 185 | 100 | 1   | –   | –   | –    | –    | –  | –  | –  |

## Zawody
Sezon 2019 (przedpandemiczny) składał się z dwunastu turniejów WTA Premier.
| Miejsce      | Oficjalna nazwa                               | Państwo                              | Nawierzchnia    | Drabinka                  | Pula nagród             |
| Brisbane     | Brisbane International presented by Suncorp   | Australia                            | Twarda          | 30S/32Q/16D               | 1 000 000 $             |
| Sydney       | Sydney International                          | Australia                            | Twarda          | 30S/32Q/16D               | 823 000 $               |
| Petersburg   | St. Petersburg Ladies Trophy                  | Rosja                                | Twarda (hala)   | 28S/32Q/16D               | 823 000 $               |
| Dubaj / Doha | Dubai Tennis Championships / Qatar Total Open | Zjednoczone Emiraty Arabskie / Katar | Twarda / Twarda | 28S/32Q/16D / 28S/32Q/16D | 2 623 485 $ / 916 131 $ |
| Charleston   | Volvo Car Open                                | Stany Zjednoczone                    | Ceglana         | 56S/32Q/16D               | 823 000 $               |
| Stuttgart    | Porsche Tennis Grand Prix                     | Niemcy                               | Ceglana (hala)  | 28S/32Q/16D               | 886 077 $               |
| Birmingham   | Nature Valley Classic                         | Wielka Brytania                      | Trawiasta       | 32S/32Q/16D               | 1 006 263 $             |
| Eastbourne   | Nature Valley International                   | Wielka Brytania                      | Trawiasta       | 48S/21Q/16D               | 998 712 $               |
| San Jose     | Mubadala Silicon Valley Classic               | Stany Zjednoczone                    | Twarda          | 28S/16Q/15D               | 876 183 $               |
| Zhengzhou    | Zhengzhou Open                                | Chiny                                | Twarda          | 28S/32Q/16D               | 1 500 000 $             |
| Tokio        | Pan Pacific Open                              | Japonia                              | Twarda          | 32S/16Q/16D               | 823 000 $               |
| Moskwa       | VTB Kremlin Cup                               | Rosja                                | Twarda (hala)   | 32S/32Q/16D               | 1 032 000 $             |

## Gra pojedyncza

### Wyniki

#### 2020
| Turniej    | Zwyciężczyni                                           | Finalistka                                             | Wynik                                                  |
| ---------- | ------------------------------------------------------ | ------------------------------------------------------ | ------------------------------------------------------ |
|            |                                                        |                                                        |                                                        |
| Brisbane   | Karolína Plíšková                                      | Madison Keys                                           | 6:4, 4:6, 7:5                                          |
| Adelaide   | Ashleigh Barty                                         | Dajana Jastremśka                                      | 6:2, 7:5                                               |
| Petersburg | Kiki Bertens                                           | Jelena Rybakina                                        | 6:1, 6:3                                               |
| Dubaj      | Simona Halep                                           | Jelena Rybakina                                        | 3:6, 6:3, 7:6(5)                                       |
| Charleston | Turniej nie był rozgrywany z powodu pandemii COVID-19. | Turniej nie był rozgrywany z powodu pandemii COVID-19. | Turniej nie był rozgrywany z powodu pandemii COVID-19. |
| Stuttgart  | Turniej nie był rozgrywany z powodu pandemii COVID-19. | Turniej nie był rozgrywany z powodu pandemii COVID-19. | Turniej nie był rozgrywany z powodu pandemii COVID-19. |
| Berlin     | Turniej nie był rozgrywany z powodu pandemii COVID-19. | Turniej nie był rozgrywany z powodu pandemii COVID-19. | Turniej nie był rozgrywany z powodu pandemii COVID-19. |
| Eastbourne | Turniej nie był rozgrywany z powodu pandemii COVID-19. | Turniej nie był rozgrywany z powodu pandemii COVID-19. | Turniej nie był rozgrywany z powodu pandemii COVID-19. |
| San Jose   | Turniej nie był rozgrywany z powodu pandemii COVID-19. | Turniej nie był rozgrywany z powodu pandemii COVID-19. | Turniej nie był rozgrywany z powodu pandemii COVID-19. |
| Ostrawa    | Aryna Sabalenka                                        | Wiktoryja Azaranka                                     | 6:2, 6:2                                               |
| Zhengzhou  | Turniej nie był rozgrywany z powodu pandemii COVID-19. | Turniej nie był rozgrywany z powodu pandemii COVID-19. | Turniej nie był rozgrywany z powodu pandemii COVID-19. |
| Moskwa     | Turniej nie był rozgrywany z powodu pandemii COVID-19. | Turniej nie był rozgrywany z powodu pandemii COVID-19. | Turniej nie był rozgrywany z powodu pandemii COVID-19. |
| Tokio      | Turniej nie był rozgrywany z powodu pandemii COVID-19. | Turniej nie był rozgrywany z powodu pandemii COVID-19. | Turniej nie był rozgrywany z powodu pandemii COVID-19. |

#### 2019
| Turniej    | Zwyciężczyni      | Finalistka               | Wynik            |
| ---------- | ----------------- | ------------------------ | ---------------- |
|            |                   |                          |                  |
| Brisbane   | Karolína Plíšková | Łesia Curenko            | 4:6, 7:5, 6:2    |
| Sydney     | Petra Kvitová     | Ashleigh Barty           | 1:6, 7:5, 7:6(3) |
| Petersburg | Kiki Bertens      | Donna Vekić              | 7:6(2), 6:4      |
| Doha       | Elise Mertens     | Simona Halep             | 3:6, 6:4, 6:3    |
| Charleston | Madison Keys      | Caroline Wozniacki       | 7:6(5), 6:3      |
| Stuttgart  | Petra Kvitová     | Anett Kontaveit          | 6:3, 7:6(2)      |
| Birmingham | Ashleigh Barty    | Julia Görges             | 6:3, 7:5         |
| Eastbourne | Karolína Plíšková | Angelique Kerber         | 6:1, 6:4         |
| San Jose   | Zheng Saisai      | Aryna Sabalenka          | 6:3, 7:6(3)      |
| Zhengzhou  | Karolína Plíšková | Petra Martić             | 6:3, 6:2         |
| Tokio      | Naomi Ōsaka       | Anastasija Pawluczenkowa | 6:2, 6:3         |
| Moskwa     | Belinda Bencic    | Anastasija Pawluczenkowa | 3:6, 6:1, 6:1    |

#### 2018
| Turniej    | Zwyciężczyni       | Finalistka           | Wynik            |
| ---------- | ------------------ | -------------------- | ---------------- |
|            |                    |                      |                  |
| Brisbane   | Elina Switolina    | Alaksandra Sasnowicz | 6:2, 6:1         |
| Sydney     | Angelique Kerber   | Ashleigh Barty       | 6:4, 6:4         |
| Petersburg | Petra Kvitová      | Kristina Mladenovic  | 6:1, 6:2         |
| Dubaj      | Elina Switolina    | Darja Kasatkina      | 6:4, 6:0         |
| Charleston | Kiki Bertens       | Julia Görges         | 6:2, 6:1         |
| Stuttgart  | Karolína Plíšková  | Coco Vandeweghe      | 7:6(2), 6:4      |
| Birmingham | Petra Kvitová      | Magdaléna Rybáriková | 4:6, 6:1, 6:2    |
| Eastbourne | Caroline Wozniacki | Aryna Sabalenka      | 7:5, 7:6(5)      |
| San Jose   | Mihaela Buzărnescu | Maria Sakari         | 6:1, 6:0         |
| New Haven  | Aryna Sabalenka    | Carla Suárez Navarro | 6:1, 6:4         |
| Tokio      | Karolína Plíšková  | Naomi Ōsaka          | 6:4, 6:4         |
| Moskwa     | Darja Kasatkina    | Uns Dżabir           | 2:6, 7:6(3), 6:4 |

#### 2017
| Turniej    | Zwyciężczyni        | Finalistka               | Wynik            |
| ---------- | ------------------- | ------------------------ | ---------------- |
|            |                     |                          |                  |
| Brisbane   | Karolína Plíšková   | Alizé Cornet             | 6:0, 6:3         |
| Sydney     | Johanna Konta       | Agnieszka Radwańska      | 6:4, 6:2         |
| Petersburg | Kristina Mladenovic | Julija Putincewa         | 6:2, 6:7(3), 6:4 |
| Doha       | Karolína Plíšková   | Caroline Wozniacki       | 6:3, 6:4         |
| Charleston | Darja Kasatkina     | Jeļena Ostapenko         | 6:3, 6:1         |
| Stuttgart  | Laura Siegemund     | Kristina Mladenovic      | 6:1, 2:6, 7:6(5) |
| Birmingham | Petra Kvitová       | Ashleigh Barty           | 4:6, 6:3, 6:2    |
| Eastbourne | Karolína Plíšková   | Caroline Wozniacki       | 6:4, 6:4         |
| Stanford   | Madison Keys        | Coco Vandeweghe          | 7:6(4), 6:4      |
| New Haven  | Darja Gawriłowa     | Dominika Cibulková       | 4:6, 6:3, 6:4    |
| Tokio      | Caroline Wozniacki  | Anastasija Pawluczenkowa | 6:0, 7:5         |
| Moskwa     | Julia Görges        | Darja Kasatkina          | 6:1, 6:2         |

#### 2016
| Turniej    | Zwyciężczyni         | Finalistka        | Wynik         |
| ---------- | -------------------- | ----------------- | ------------- |
|            |                      |                   |               |
| Brisbane   | Wiktoryja Azaranka   | Angelique Kerber  | 6:3, 6:1      |
| Sydney     | Swietłana Kuzniecowa | Mónica Puig       | 6:0, 6:2      |
| Petersburg | Roberta Vinci        | Belinda Bencic    | 6:4, 6:3      |
| Dubaj      | Sara Errani          | Barbora Strýcová  | 6:0, 6:2      |
| Charleston | Sloane Stephens      | Jelena Wiesnina   | 7:6(4), 6:2   |
| Stuttgart  | Angelique Kerber     | Laura Siegemund   | 6:4, 6:0      |
| Birmingham | Madison Keys         | Barbora Strýcová  | 6:3, 6:4      |
| Eastbourne | Dominika Cibulková   | Karolína Plíšková | 7:5, 6:3      |
| Stanford   | Johanna Konta        | Venus Williams    | 7:5, 5:7, 6:2 |
| New Haven  | Agnieszka Radwańska  | Elina Switolina   | 6:1, 7:6(3)   |
| Tokio      | Caroline Wozniacki   | Naomi Ōsaka       | 7:5, 6:3      |
| Moskwa     | Swietłana Kuzniecowa | Darja Gawriłowa   | 6:2, 6:1      |

#### 2015
| Turniej    | Zwyciężczyni         | Finalistka               | Wynik               |
| ---------- | -------------------- | ------------------------ | ------------------- |
|            |                      |                          |                     |
| Brisbane   | Marija Szarapowa     | Ana Ivanović             | 6:7(4), 6:3, 6:3    |
| Sydney     | Petra Kvitová        | Karolína Plíšková        | 7:6(5), 7:6(6)      |
| Antwerpia  | Andrea Petković      | Carla Suárez Navarro     | walkower            |
| Ad-Dauha   | Lucie Šafářová       | Wiktoryja Azaranka       | 6:4, 6:3            |
| Charleston | Angelique Kerber     | Madison Keys             | 6:2, 4:6, 7:5       |
| Stuttgart  | Angelique Kerber     | Caroline Wozniacki       | 3:6, 6:1, 7:5       |
| Birmingham | Angelique Kerber     | Karolína Plíšková        | 6:7(5), 6:3, 7:6(4) |
| Eastbourne | Belinda Bencic       | Agnieszka Radwańska      | 6:4, 4:6, 6:0       |
| Stanford   | Angelique Kerber     | Karolína Plíšková        | 6:3, 5:7, 6:4       |
| New Haven  | Petra Kvitová        | Lucie Šafářová           | 6:7(6), 6:2, 6:2    |
| Tokio      | Agnieszka Radwańska  | Belinda Bencic           | 6:2, 6:2            |
| Moskwa     | Swietłana Kuzniecowa | Anastasija Pawluczenkowa | 6:2, 6:1            |

#### 2014
| Turniej    | Zwyciężczyni             | Finalistka                 | Wynik         |
| ---------- | ------------------------ | -------------------------- | ------------- |
|            |                          |                            |               |
| Brisbane   | Serena Williams          | Wiktoryja Azaranka         | 6:4, 7:5      |
| Sydney     | Cwetana Pironkowa        | Angelique Kerber           | 6:4, 6:4      |
| Paryż      | Anastasija Pawluczenkowa | Sara Errani                | 3:6, 6:2, 6:3 |
| Dubaj      | Venus Williams           | Alizé Cornet               | 6:3, 6:0      |
| Charleston | Andrea Petković          | Jana Čepelová              | 7:5, 6:2      |
| Stuttgart  | Marija Szarapowa         | Ana Ivanović               | 3:6, 6:4, 6:1 |
| Birmingham | Ana Ivanović             | Barbora Záhlavová-Strýcová | 6:3, 6:2      |
| Eastbourne | Madison Keys             | Angelique Kerber           | 6:3, 3:6, 7:5 |
| Stanford   | Serena Williams          | Angelique Kerber           | 7:6(1), 6:3   |
| New Haven  | Petra Kvitová            | Magdaléna Rybáriková       | 6:4, 6:2      |
| Tokio      | Ana Ivanović             | Caroline Wozniacki         | 6:2, 7:6(2)   |
| Moskwa     | Anastasija Pawluczenkowa | Irina-Camelia Begu         | 6:4, 5:7, 6:1 |

#### 2013
| Turniej    | Zwyciężczyni        | Finalistka               | Wynik         |
| ---------- | ------------------- | ------------------------ | ------------- |
|            |                     |                          |               |
| Brisbane   | Serena Williams     | Anastasija Pawluczenkowa | 6:2, 6:1      |
| Sydney     | Agnieszka Radwańska | Dominika Cibulková       | 6:0, 6:0      |
| Paryż      | Mona Barthel        | Sara Errani              | 7:5, 7:6(4)   |
| Dubaj      | Petra Kvitová       | Sara Errani              | 6:2, 1:6, 6:1 |
| Charleston | Serena Williams     | Jelena Janković          | 3:6, 6:0, 6:2 |
| Stuttgart  | Marija Szarapowa    | Li Na                    | 6:4, 6:3      |
| Bruksela   | Kaia Kanepi         | Peng Shuai               | 6:2, 7:5      |
| Eastbourne | Jelena Wiesnina     | Jamie Hampton            | 6:2, 6:1      |
| Stanford   | Dominika Cibulková  | Agnieszka Radwańska      | 3:6, 6:4, 6:4 |
| San Diego  | Samantha Stosur     | Wiktoryja Azaranka       | 6:2, 6:3      |
| New Haven  | Simona Halep        | Petra Kvitová            | 6:2, 6:2      |
| Moskwa     | Simona Halep        | Samantha Stosur          | 7:6(1), 6:2   |

#### 2012
| Turniej    | Zwyciężczyni        | Finalistka         | Wynik            |
| ---------- | ------------------- | ------------------ | ---------------- |
|            |                     |                    |                  |
| Brisbane   | Kaia Kanepi         | Daniela Hantuchová | 6:2, 6:1         |
| Sydney     | Wiktoryja Azaranka  | Li Na              | 6:2, 1:6, 6:3    |
| Paryż      | Angelique Kerber    | Marion Bartoli     | 7:6(3), 5:7, 6:3 |
| Dubaj      | Agnieszka Radwańska | Julia Görges       | 7:5, 6:4         |
| Charleston | Serena Williams     | Lucie Šafářová     | 6:0, 6:1         |
| Stuttgart  | Marija Szarapowa    | Wiktoryja Azaranka | 6:1, 6:4         |
| Bruksela   | Agnieszka Radwańska | Simona Halep       | 7:5, 6:0         |
| Eastbourne | Tamira Paszek       | Angelique Kerber   | 5:7, 6:3, 7:5    |
| Stanford   | Serena Williams     | Coco Vandeweghe    | 7:5, 6:3         |
| San Diego  | Dominika Cibulková  | Marion Bartoli     | 6:1, 7:5         |
| New Haven  | Petra Kvitová       | Marija Kirilenko   | 7:6(9), 7:5      |
| Moskwa     | Caroline Wozniacki  | Samantha Stosur    | 6:2, 4:6, 7:5    |

#### 2011
| Turniej    | Zwyciężczyni        | Finalistka         | Wynik            |
| ---------- | ------------------- | ------------------ | ---------------- |
|            |                     |                    |                  |
| Sydney     | Li Na               | Kim Clijsters      | 7:6(3), 6:3      |
| Paryż      | Petra Kvitová       | Kim Clijsters      | 6:4, 6:3         |
| Ad-Dauha   | Wiera Zwonariowa    | Caroline Wozniacki | 6:4, 6:4         |
| Charleston | Caroline Wozniacki  | Jelena Wiesnina    | 6:2, 6:3         |
| Stuttgart  | Julia Görges        | Caroline Wozniacki | 7:6(3), 6:3      |
| Bruksela   | Caroline Wozniacki  | Peng Shuai         | 2:6, 6:3, 6:3    |
| Eastbourne | Marion Bartoli      | Petra Kvitová      | 6:1, 4:6, 7:5    |
| Stanford   | Serena Williams     | Marion Bartoli     | 7:5, 6:1         |
| San Diego  | Agnieszka Radwańska | Wiera Zwonariowa   | 6:3, 6:4         |
| New Haven  | Caroline Wozniacki  | Petra Cetkovská    | 6:4, 6:1         |
| Moskwa     | Dominika Cibulková  | Kaia Kanepi        | 3:6, 7:6(1), 7:5 |

#### 2010
| Turniej    | Zwyciężczyni         | Finalistka          | Wynik              |
| ---------- | -------------------- | ------------------- | ------------------ |
|            |                      |                     |                    |
| Sydney     | Jelena Diemientjewa  | Serena Williams     | 6:3, 6:2           |
| Paryż      | Jelena Diemientjewa  | Lucie Šafářová      | 6:7(5:7), 6:1, 6:4 |
| Charleston | Samantha Stosur      | Wiera Zwonariowa    | 6:0, 6:3           |
| Stuttgart  | Justine Henin        | Samantha Stosur     | 6:4, 2:6, 6:1      |
| Warszawa   | Alexandra Dulgheru   | Zheng Jie           | 6:3, 6:4           |
| Eastbourne | Jekatierina Makarowa | Wiktoryja Azaranka  | 7:6(5), 6:4        |
| Stanford   | Wiktoryja Azaranka   | Marija Szarapowa    | 6:4, 6:1           |
| San Diego  | Swietłana Kuzniecowa | Agnieszka Radwańska | 6:4, 6:7(7), 6:3   |
| New Haven  | Caroline Wozniacki   | Nadieżda Pietrowa   | 6:3, 3:6, 6:3      |
| Moskwa     | Wiktoryja Azaranka   | Marija Kirilenko    | 6:3, 6:4           |

#### 2009
| Turniej     | Zwyciężczyni         | Finalistka          | Wynik            |
| ----------- | -------------------- | ------------------- | ---------------- |
|             |                      |                     |                  |
| Sydney      | Jelena Diemientjewa  | Dinara Safina       | 6:3, 2:6, 6:1    |
| Paryż       | Amélie Mauresmo      | Jelena Diemientjewa | 7:6(7), 2:6, 6:4 |
| Charleston  | Sabine Lisicki       | Caroline Wozniacki  | 6:2, 6:4         |
| Stuttgart   | Swietłana Kuzniecowa | Dinara Safina       | 6:4, 6:3         |
| Warszawa    | Alexandra Dulgheru   | Alona Bondarenko    | 7:6(3), 3:6, 6:0 |
| Eastbourne  | Caroline Wozniacki   | Virginie Razzano    | 7:6, 7:5         |
| Stanford    | Marion Bartoli       | Venus Williams      | 6:2, 5:7, 6:4    |
| Los Angeles | Flavia Pennetta      | Samantha Stosur     | 6:4, 6:3         |
| New Haven   | Caroline Wozniacki   | Jelena Wiesnina     | 6:2, 6:4         |
| Moskwa      | Francesca Schiavone  | Wolha Hawarcowa     | 6:3, 6:0         |

### Zwyciężczynie
|      |                    | Sydney             | Paryż               |                   | Charleston        | Stuttgart        | Warszawa        | Eastbourne        | Stanford          |                  | Los Angeles      | New Haven           | Moskwa         |
| ---- | ------------------ | ------------------ | ------------------- | ----------------- | ----------------- | ---------------- | --------------- | ----------------- | ----------------- | ---------------- | ---------------- | ------------------- | -------------- |
| 2009 | Diemientjewa (1/3) | Mauresmo (1/1)     | Lisicki (1/1)       | Kuzniecowa (1/5)  | Dulgheru (1/2)    | Wozniacki (1/10) | Bartoli (1/2)   | Pennetta (1/1)    | Wozniacki (2/10)  | Schiavone (1/1)  |                  |                     |                |
|      | Sydney             | Paryż              | Charleston          | Stuttgart         | Warszawa          | Eastbourne       | Stanford        | San Diego         | New Haven         | Moskwa           |                  |                     |                |
| 2010 | Diemientjewa (2/3) | Diemientjewa (3/3) | Stosur (1/2)        | Henin (1/1)       | Dulgheru (2/2)    | Makarowa (1/1)   | Azaranka (1/4)  | Kuzniecowa (2/5)  | Wozniacki (3/10)  | Azaranka (2/4)   |                  |                     |                |
|      | Sydney             | Paryż              | Doha                | Charleston        | Stuttgart         | Bruksela         | Eastbourne      | Stanford          | San Diego         | New Haven        | Moskwa           |                     |                |
| 2011 | Li (1/1)           | Kvitová (1/11)     | Zwonariowa (1/1)    | Wozniacki (4/10)  | Görges (1/2)      | Wozniacki (5/10) | Bartoli (2/2)   | S. Williams (1/7) | Radwańska (1/6)   | Wozniacki (6/10) | Cibulková (1/4)  |                     |                |
|      | Brisbane           | Sydney             | Paryż               | Dubaj             | Charleston        | Stuttgart        | Bruksela        | Eastbourne        | Stanford          | San Diego        | New Haven        | Moskwa              |                |
| 2012 | Kanepi (1/2)       | Azaranka (3/4)     | Kerber (1/7)        | Radwańska (2/6)   | S. Williams (2/7) | Szarapowa (1/4)  | Radwańska (3/6) | Paszek (1/1)      | S. Williams (3/7) | Cibulková (2/4)  | Kvitová (2/11)   | Wozniacki (7/10)    |                |
| 2013 | S. Williams (4/7)  | Radwańska (4/6)    | Barthel (1/1)       | Kvitová (3/11)    | S. Williams (5/7) | Szarapowa (2/4)  | Kanepi (2/2)    | Wiesnina (1/1)    | Cibulková (3/4)   | Stosur (2/2)     | Halep (1/3)      | Halep (2/3)         |                |
|      | Brisbane           | Sydney             | Paryż               | Dubaj             | Charleston        | Stuttgart        | Birmingham      | Eastbourne        | Stanford          | New Haven        | Tokio            | Moskwa              |                |
| 2014 | S. Williams (6/7)  | Pironkowa (1/1)    | Pawluczenkowa (1/2) | V. Williams (1/1) | Petković (1/2)    | Szarapowa (3/4)  | Ivanović (1/2)  | Keys (1/4)        | S. Williams (7/7) | Kvitová (4/11)   | Ivanović (2/2)   | Pawluczenkowa (2/3) |                |
|      | Brisbane           | Sydney             | Antwerpia           | Doha              | Charleston        | Stuttgart        | Birmingham      | Eastbourne        | Stanford          | New Haven        | Tokio            | Moskwa              |                |
| 2015 | Szarapowa (4/4)    | Kvitová (5/11)     | Petković (2/2)      | Šafářová (1/1)    | Kerber (2/7)      | Kerber (3/7)     | Kerber (4/7)    | Bencic (1/2)      | Kerber (5/7)      | Kvitová (6/11)   | Radwańska (5/6)  | Kuzniecowa (3/5)    |                |
|      | Brisbane           | Sydney             | Petersburg          | Dubaj             | Charleston        | Stuttgart        | Birmingham      | Eastbourne        | Stanford          | New Haven        | Tokio            | Moskwa              |                |
| 2016 | Azaranka (4/4)     | Kuzniecowa (4/5)   | Vinci (1/1)         | Errani (1/1)      | Stephens (1/1)    | Kerber (6/7)     | Keys (2/4)      | Cibulková (4/4)   | Konta (1/2)       | Radwańska (6/6)  | Wozniacki (8/10) | Kuzniecowa (5/5)    |                |
|      | Brisbane           | Sydney             | Petersburg          | Doha              | Charleston        | Stuttgart        | Birmingham      | Eastbourne        | Stanford          | New Haven        | Tokio            | Moskwa              |                |
| 2017 | Plíšková (1/9)     | Konta (2/2)        | Mladenovic (1/1)    | Plíšková (2/9)    | Kasatkina (1/2)   | Siegemund (1/1)  | Kvitová (7/11)  | Plíšková (3/9)    | Keys (3/4)        | Gawriłowa (1/1)  | Wozniacki (9/10) | Görges (2/2)        |                |
|      | Brisbane           | Sydney             | Petersburg          | Dubaj             | Charleston        | Stuttgart        | Birmingham      | Eastbourne        | San Jose          | New Haven        | Tokio            | Moskwa              |                |
| 2018 | Switolina (1/1)    | Kerber (7/7)       | Kvitová (8/11)      | Switolina (2/2)   | Bertens (1/3)     | Plíšková (4/9)   | Kvitová (9/11)  | Wozniacki (10/10) | Buzărnescu (1/1)  | Sabalenka (1/2)  | Plíšková (5/9)   | Kasatkina (2/2)     |                |
|      | Brisbane           | Sydney             | Petersburg          | Doha              | Charleston        | Stuttgart        | Birmingham      | Eastbourne        | San Jose          | Zhengzhou        | Tokio            | Moskwa              |                |
| 2019 | Plíšková (6/9)     | Kvitová (10/11)    | Bertens (2/3)       | Mertens (1/1)     | Keys (4/4)        | Kvitová (11/11)  | Barty (1/2)     | Plíšková (7/9)    | Saisai (1/1)      | Plíšková (8/9)   | Ōsaka (1/1)      | Bencic (2/2)        |                |
|      | Brisbane           | Adelaide           | Petersburg          | Dubaj             | Charleston        | Stuttgart        | Berlin          | Eastbourne        | San Jose          | Ostrawa          | Zhengzhou        | Tokio               | Moskwa         |
| 2020 | Plíšková (9/9)     | Barty (2/2)        | Bertens (3/3)       | Halep (3/3)       | nie rozgrywano    | nie rozgrywano   | nie rozgrywano  | nie rozgrywano    | nie rozgrywano    | Sabalenka (2/2)  | nie rozgrywano   | nie rozgrywano      | nie rozgrywano |